# 魏瑟峰

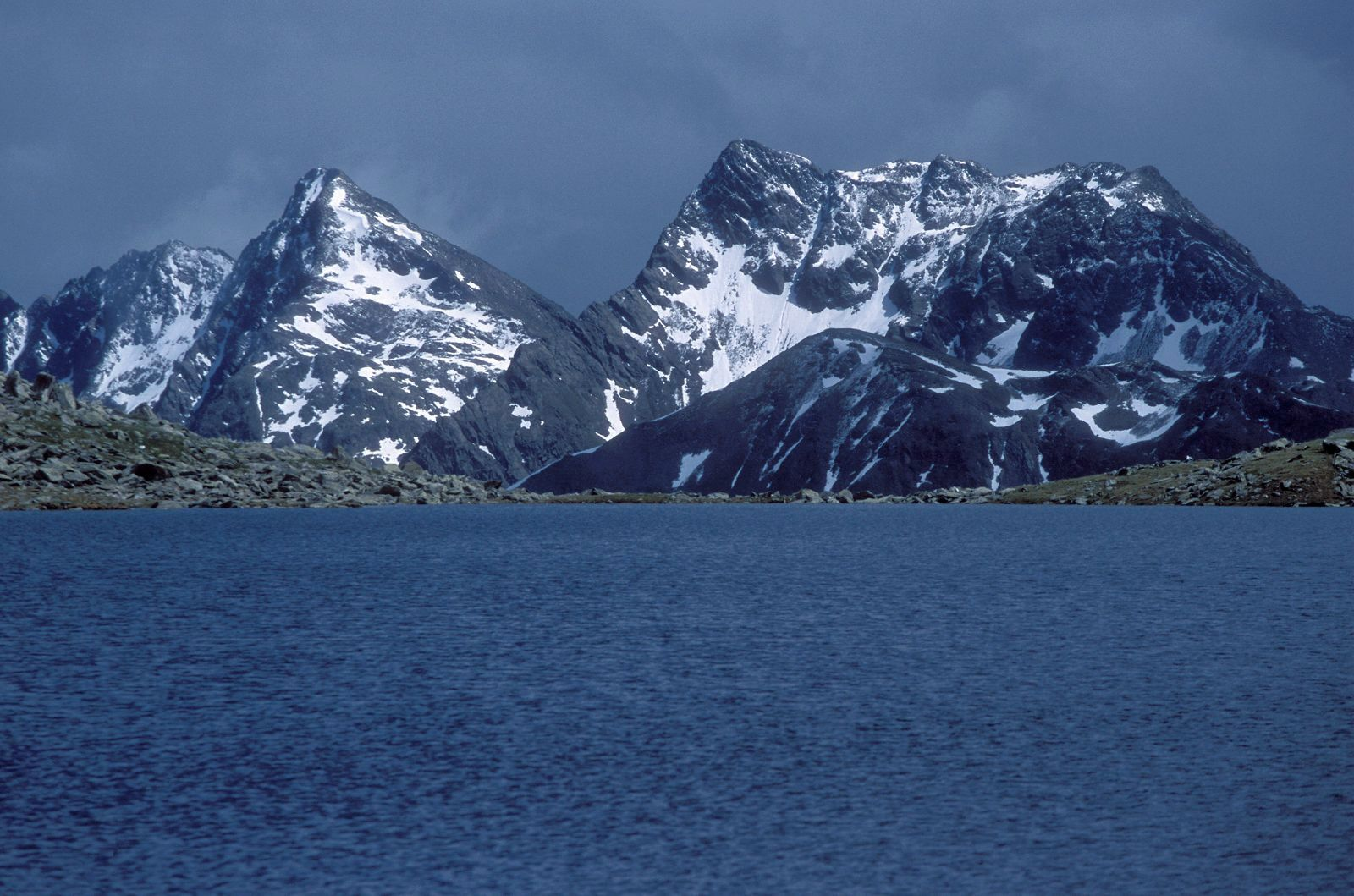

46°52′17″N 12°21′29″E / 46.87139°N 12.35806°E
魏瑟峰（德語：Weiße Spitze），是奧地利的山峰，位於該國西部，由蒂羅爾州負責管轄，屬於維爾格拉滕山脈的一部分，距離塞峰10.5公里，海拔高度2,962米，每年平均降雨量1,874毫米。